# Línea 1 (EMT Madrid)
La línea 1 de la EMT de Madrid une la Plaza de Cristo Rey con el barrio de Prosperidad (Chamartín).

## Características

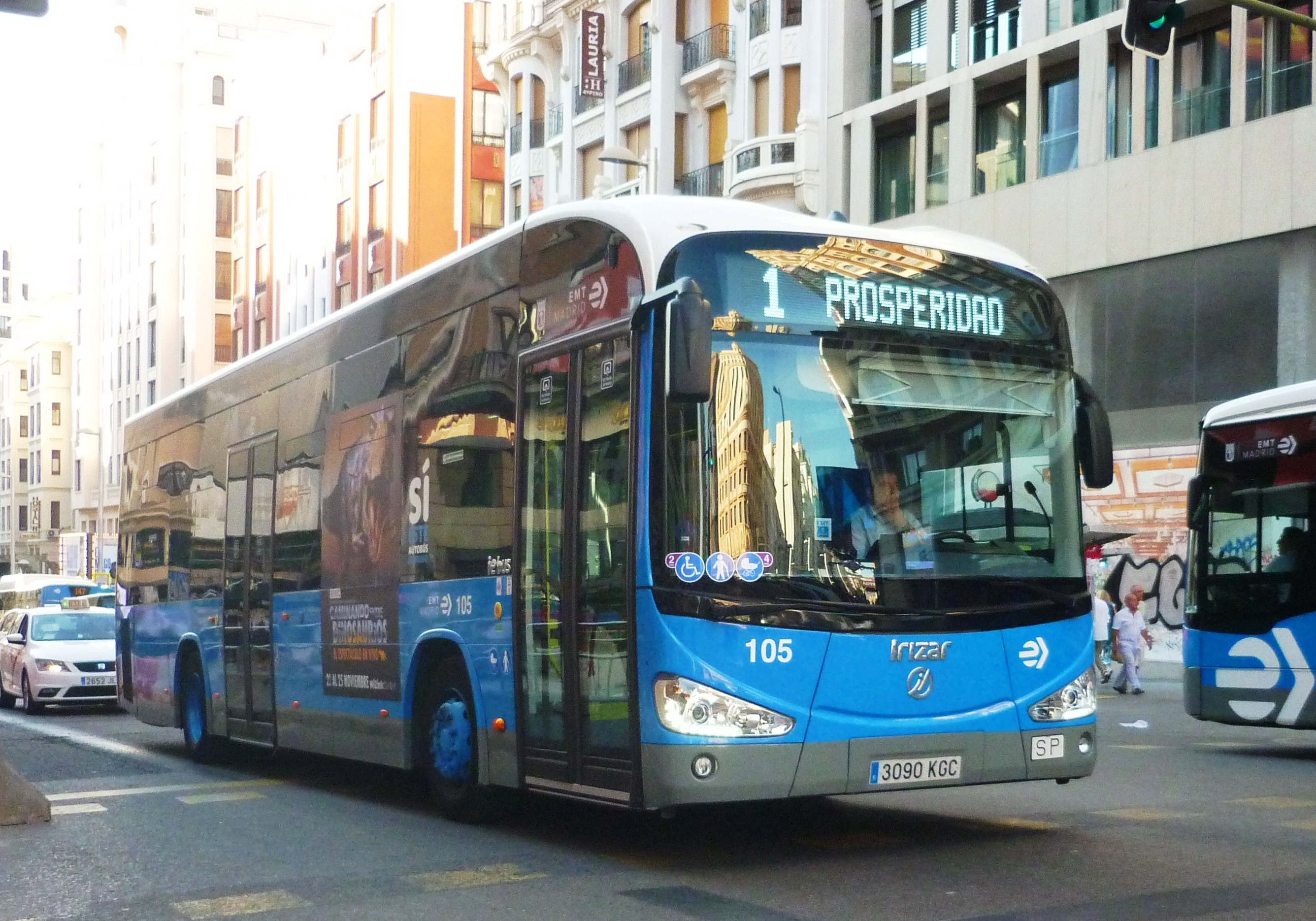
Autobús de la línea 1 a Prosperidad por Gran Vía.

La línea 1 es una línea pensada para unir sus cabeceras con el centro de la ciudad más que para unirlas entre sí, pues el tiempo de trayecto entre las mismas no baja de los 30 minutos en hora valle. Es una línea que comunica directamente el corazón del distrito de Salamanca (Velázquez, Serrano y Ortega y Gasset) con la Gran Vía además de unir directamente con el centro la totalidad de la calle Cartagena y sus alrededores.
En sus orígenes, la línea 1 tenía el mismo recorrido que en la actualidad y existía un ramal, señalado con una raya roja que tachaba el número, variando del original en una de sus cabeceras, situada en el Paseo de Moret en lugar de la Plaza de Cristo Rey. De este modo, la línea principal se denominaba Prosperidad - Cristo Rey (por Princesa) y el ramal Prosperidad - Paseo de Moret.
En mayo de 1974, el ramal de la línea 1 desapareció, siendo su recorrido cubierto por la línea 74, lo cual explica que a día de hoy el recorrido de ambas coincida en el tramo central (entre la calle José Ortega y Gasset y la Plaza de España).
Por su parte, el nombre de la línea principal persistió como tal en las tablillas de los autobuses hasta la introducción de los teleindicadores electrónicos.
Esta línea recorre en su totalidad la Gran Vía, la calle de la Princesa y la calle de Cartagena.

### Frecuencias
| Lunes a viernes laborables      |               |
| De 6:00 a 8:00 De 19:00 a 23:00 | 12-20 minutos |
| De 8:00 a 19:00                 | 11-13 minutos |
| Sábados laborables              |               |
| De 6:00 a 10:00                 | 17-30 minutos |
| De 10:00 a 22:00                | 14-19 minutos |
| De 22:00 a 23:00                | 18-23 minutos |
| Domingos y festivos             |               |
| De 7:00 a 9:00                  | 20-38 minutos |
| De 9:00 a 23:00                 | 16-23 minutos |

### Material asignado
- Irizar ieBus

## Recorrido y paradas

### Sentido Prosperidad
La línea inicia su recorrido junto a la Plaza de Cristo Rey, en la calle de Isaac Peral.
Desde Isaac Peral continúa por Arcipreste de Hita, su prolongación natural, hasta incorporarse a la calle de la Princesa, que recorre en su totalidad hasta la Plaza de España. A continuación, recorre la Gran Vía entera hasta salir a la calle de Alcalá.
Al tomar la calle de Alcalá atraviesa la Plaza de Cibeles y la Plaza de la Independencia para poco después girar por la calle Velázquez, penetrando en el corazón del distrito de Salamanca.
Recorre esta calle hasta la intersección con la calle José Ortega y Gasset, donde gira a la derecha para incorporarse a la misma recorriéndola hasta el final, donde desemboca en Francisco Silvela. En dicha intersección gira a la izquierda e inmediatamente se desvía a la derecha por la calle Cartagena, que recorre hasta el final, donde desemboca en la calle Suero de Quiñones, donde tiene una parada, antes de incorporarse a la cabecera en 
López de Hoyos.
| Código | Parada                                       | Común con                 | Conexiones con Metro | Otros |
| ------ | -------------------------------------------- | ------------------------- | -------------------- | ----- |
| 4514   | CRISTO REY (C/ Isaac Peral frente al N.º 40) | 44 82 132 C2              | Islas Filipinas      |       |
| 4022   | Junta Municipal Moncloa                      | 44 62 82 132 138 C2       |                      |       |
| 3687   | Moncloa                                      | 44 62 138 C2              | Moncloa              |       |
| 737    | Altamirano                                   | 44 133 138 C2 001         |                      |       |
| 735    | Argüelles                                    | 44 133 138 C2 001         | Argüelles            |       |
| 193    | Princesa-Rey Francisco                       | 2 44 133 138 C2 001       |                      |       |
| 173    | Ventura Rodríguez                            | 2 44 74 133 138 C2 001    | Ventura Rodríguez    |       |
| 741    | Plaza de España                              | 2 44 74 133 138 C2 001    | Plaza de España      |       |
| 171    | Gran Vía-Plaza de España                     | 2 3 46 74 001             | Plaza de España      |       |
| 169    | Santo Domingo                                | 2 3 46 74 146 001         | Santo Domingo        |       |
| 723    | Gran Vía-Callao                              | 2 3 46 74 146 001         | Callao               |       |
| 724    | Gran Vía-Montera                             | 2 3 46 74 146 001         | Gran Vía Sol         |       |
| 5138   | Gran Vía-Pedro Zerolo                        | 2 3 46 74 146 001 002     |                      |       |
| 164    | Círculo de Bellas Artes                      | 2 3 46 74 146 001 002     |                      |       |
| 70     | Cibeles                                      | 2 9 15 20 51 52 74 146    | Banco de España      |       |
| 162    | Puerta de Alcalá-Retiro                      | 2 9 15 19 20 51 52 74 146 | Retiro               |       |
| 423    | Velázquez-Villanueva                         | 9 19 51 74                |                      |       |
| 424    | Velázquez-Goya                               | 9 19 51 74                | Velázquez            |       |
| 425    | Velázquez-Ayala                              | 9 19 51 74                |                      |       |
| 426    | Velázquez-Ortega y Gasset                    | 9 19 51 74                |                      |       |
| 731    | Marqués de Salamanca                         | 74                        | Núñez de Balboa      |       |
| 729    | Lista                                        | 74                        | Lista                |       |
| 727    | Parque Eva Duarte                            | 74                        |                      |       |
| 726    | Cartagena-Francisco Silvela                  | 43 74                     |                      |       |
| 2304   | Plaza San Cayetano                           |                           |                      |       |
| 721    | Cartagena-Béjar                              |                           |                      |       |
| 717    | Cartagena                                    | 72                        | Cartagena            |       |
| 715    | Cartagena-López de Hoyos                     |                           |                      |       |
| 745    | Auditorio Nacional                           |                           |                      |       |
| 273    | PROSPERIDAD (C/ López de Hoyos, 73)          |                           | Prosperidad          |       |

### Sentido Plaza de Cristo Rey
La línea inicia su recorrido en López de Hoyos, pasada la Plaza de Prosperidad. Continúa y unos metros después gira a la izquierda para incorporarse a la calle Cartagena.
Casi al final de Cartagena gira a la derecha para incorporarse a la Avenida de los Toreros, al final de la cual gira a la izquierda para incorporarse a Francisco Silvela y de nuevo a la derecha hacia José Ortega y Gasset, adentrándose en el corazón del distrito de Salamanca.
Recorre esta calle hasta la intersección con la calle Serrano, donde gira a la izquierda para incorporarse a la misma recorriéndola hasta llegar a la Puerta de Alcalá, girando a la derecha para incorporarse a la calle de Alcalá.
Al tomar la calle de Alcalá atraviesa la Plaza de Cibeles para poco después incorporarse a la Gran Vía, que recorre en su totalidad hasta la Plaza de España, donde continúa su recorrido por toda la calle de la Princesa hasta llegar a la plaza de Moncloa, donde gira para incorporarse a la calle Isaac Peral, que recorre hasta llegar a la Plaza de Cristo Rey, donde acaba su recorrido.
| Código | Parada                              | Común con                                       | Conexiones con Metro | Otros |
| ------ | ----------------------------------- | ----------------------------------------------- | -------------------- | ----- |
| 273    | PROSPERIDAD (C/ López de Hoyos, 73) |                                                 | Prosperidad          |       |
| 716    | Cartagena-López de Hoyos            |                                                 |                      |       |
| 718    | Cartagena                           | 72                                              | Cartagena            |       |
| 722    | Cartagena-Béjar                     |                                                 |                      |       |
| 2307   | Plaza San Cayetano                  |                                                 |                      |       |
| 725    | Centro Cultural Buenavista          | 74                                              |                      |       |
| 728    | Parque Eva Duarte                   | 74                                              |                      |       |
| 730    | Lista                               | 74                                              | Lista                |       |
| 732    | Marqués de Salamanca                | 74                                              | Núñez de Balboa      |       |
| 733    | Ortega y Gasset-Claudio Coello      | 74                                              |                      |       |
| 449    | Serrano-Ortega y Gasset             | 9 19 51 74                                      |                      |       |
| 451    | Metro Serrano                       | 9 19 51 74                                      | Serrano              |       |
| 452    | Museo Arqueológico                  | 9 19 51 74                                      |                      |       |
| 161    | Puerta de Alcalá                    | 2 9 15 20 51 52 74 146                          | Retiro               |       |
| 69     | Cibeles                             | 2 9 15 20 51 52 53 74 146 Exprés Aeropuerto 001 | Banco de España      |       |
| 5135   | Círculo de Bellas Artes             | 2 74 146 001                                    |                      |       |
| 5137   | Gran Vía-Pedro Zerolo               | 2 74 146 001                                    |                      |       |
| 4094   | Gran Vía-Montera                    | 2 46 74 146 001 002                             | Gran Vía Sol         |       |
| 9      | Gran Vía-Callao                     | 2 46 74 146 001                                 | Callao               |       |
| 168    | Santo Domingo                       | 2 44 46 74 75 133 147 148 001                   | Santo Domingo        |       |
| 283    | Gran Vía-Plaza de España            | 2 44 133 001                                    | Plaza de España      |       |
| 1750   | Plaza de España                     | 2 44 133 138 C1 001                             | Plaza de España      |       |
| 172    | Ventura Rodríguez                   | 2 44 133 138 C1 001                             | Ventura Rodríguez    |       |
| 734    | Princesa-Rey Francisco              | 44 133 138 C1 001                               |                      |       |
| 736    | Argüelles                           | 44 133 138 C1 001                               | Argüelles            |       |
| 738    | Altamirano                          | 44 133 138 C1 001                               |                      |       |
| 4816   | Moncloa                             | 44 138 C1 001                                   | Moncloa              |       |
| 4021   | Junta Municipal Moncloa             | 44 62 82 132 138 C1                             |                      |       |
| 743    | Cristo Rey (C/ Isaac Peral, 42)     | 44 62 82 132 138 C1                             | Islas Filipinas      |       |

## Galería de imágenes

Mapa zonal de la estación de metro de Velázquez con los recorridos de las líneas de autobuses, entre las que aparece el 1.
Mapa zonal de la estación de metro de Serrano con los recorridos de las líneas de autobuses, entre las que aparece el 1.
Mapa zonal de la estación de metro de Núñez de Balboa con los recorridos de las líneas de autobuses, entre las que aparece el 1.
Mapa zonal de la estación de metro de Lista con los recorridos de las líneas de autobuses, entre las que aparece el 1.
Mapa zonal de la estación de metro de Diego de León con los recorridos de las líneas de autobuses, entre las que aparece el 1 (al este).
Mapa zonal de la estación de metro de Prosperidad con los recorridos de las líneas de autobuses, entre las que aparece el 1.